# Yannick Dalmas
Yannick Dalmas (născut la data de 28 iulie 1961, în Le Beausset, Var, Franța) este un fost pilot de curse, alergând în 5 sezoane de Formula 1.

## Cariera în Formula 1
| Sezon | Echipă                                                | Puncte | Loc clasament general |
| ----- | ----------------------------------------------------- | ------ | --------------------- |
| 1987  | Larrousse Calmels                                     | 0      | -                     |
| 1988  | Larrousse Calmels                                     | 0      | -                     |
| 1989  | Larrousse Calmels / Automobiles Gonfaronaise Sportive | 0      | -                     |
| 1990  | Automobiles Gonfaronaise Sportive                     | 0      | -                     |
| 1994  | Tourtel Larrousse F1                                  | 0      | -                     |